# Långt Härifrån
Långt Härifrån blev inspelad av Anders Edenborg i studion Örfeel som låg i Vallentuna, mars 1986. Det är Rolands Gosskörs fjärde demo. Den släpptes på kassettband.

## Låtförteckning
| Nr | Titel                         |  |
| -- | ----------------------------- |  |
| 1. | Långt Härifrån                |  |
| 2. | Ballade Om Den Svarte Piraten |  |
| 3. | Adam och Eva                  |  |